# Rumina decollata
Rumina decollata (Linnaeus, 1758) è un mollusco gasteropode terrestre della famiglia Achatinidae.

## Descrizione

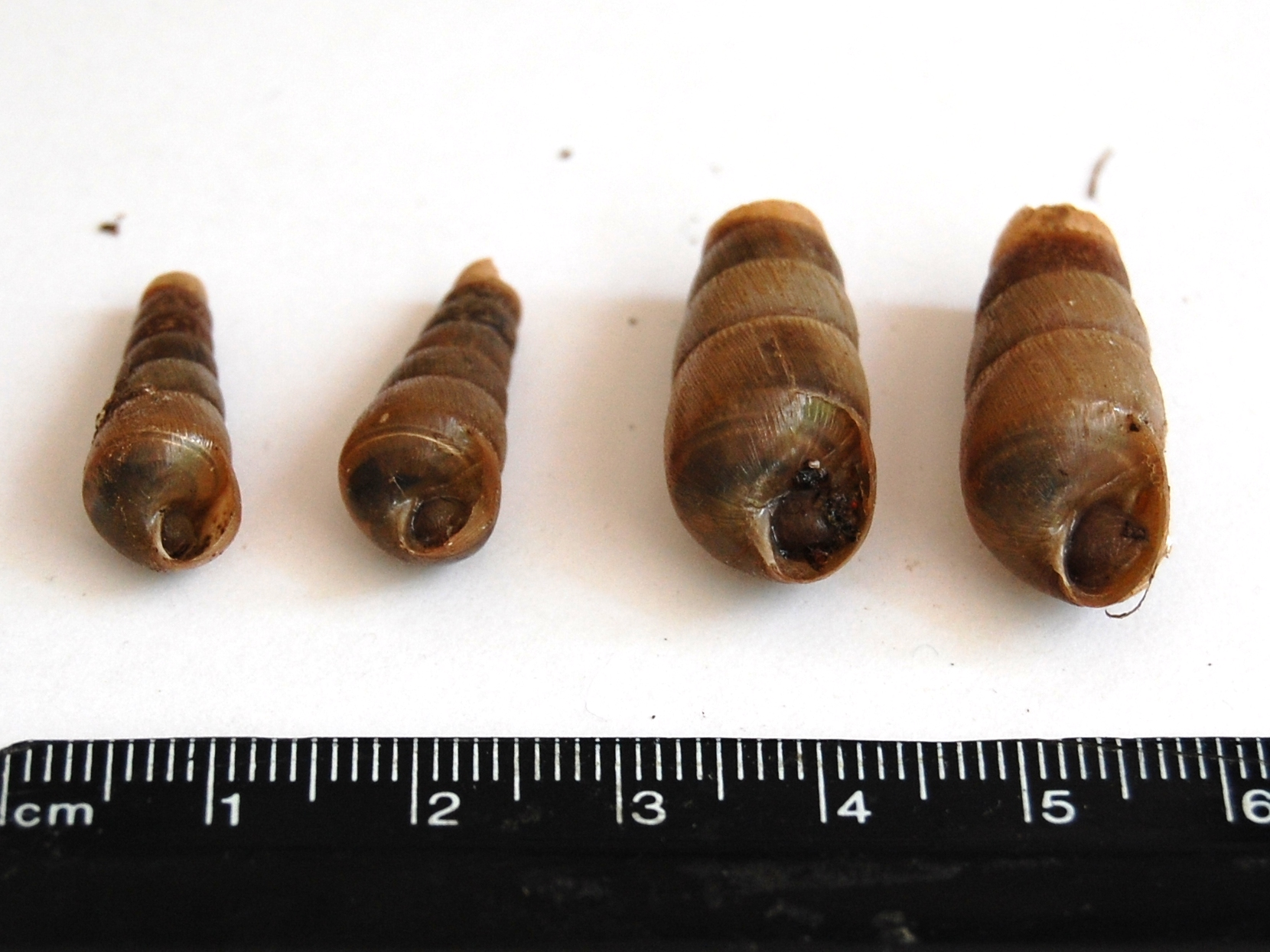

Il mollusco è di colore dal beige al bruno. Gli esemplari adulti presentano una caratteristica conchiglia a forma di tronco di cono, lunga 3–5 cm, di colore dal marrone, negli esemplari più giovani, al bianco crema, nei più anziani. La forma tronca (da cui deriva l'epiteto specifico decollata) è in realtà propria degli esemplari adulti, mentre nelle forme giovanili la conchiglia è conica; la perdita dell'apice, dal significato funzionale non ancora chiarito, avviene nel corso della crescita.

## Biologia
È una specie con abitudini terrestri, attiva prevalentemente di notte e nelle giornate piovose. Può andare incontro a ibernazione ed estivazione.

### Alimentazione
È onnivora: si nutre di materia organica vegetale, sia fresca che in decomposizione, di insetti e perfino di altri gasteropodi e delle loro uova. Per questo motivo è stata anche introdotta in Nord America, come mezzo di lotta biologica contro le lumache degli orti.

### Riproduzione
È una specie ermafrodita, in grado di praticare sia l'autofecondazione  che la fecondazione incrociata .

Raggiunge la maturità sessuale intorno ai 10 mesi di vita.

## Distribuzione e habitat
La specie è nativa del bacino del Mediterraneo occidentale (Europa meridionale e Nord Africa). È stata introdotta in Nord America come mezzo di lotta biologica.
In Italia è comune in tutto il centro-sud, Sicilia, Sardegna e isole minori comprese. A nord la presenza è più frammentaria: è segnalata in Liguria, Emilia-Romagna e Friuli-Venezia Giulia, ma anche in alcune zone del Veneto, sui Colli Euganei.
La sua presenza è inoltre attestata sull'isola di Malta.